# 陈云涛 (1906年)
陈云涛（1906年1月—1978年4月4日），曾用名陈迈千，男，山东黄县人，中华人民共和国政治人物。

## 生平
生于黄县一个商人家庭。在青岛读中学，1925年由陈文其介绍加入共青团。1926年转党。1926年秋赴大赉县探母，失去了组织联系。1927年春到大连市的中华青年会任体育教师。1929年到青岛《民报》当编辑。1930年找到陈文其接上了组织关系，被派遣到青洲去做地下工作，此时青岛党组织被破坏，再次失去组织关系。1931年到青岛师范讲习所任教员。1934年，担任青岛《晨报》总编。到蓬莱县刘家沟小学任教、做校长。
1937年秋，经于眉、柳运光介绍接上了组织关系。在蓬莱县刘家沟小学与邻校的于仲淑、李光远、孙子平等组织了中华民族解放先锋队，任“民先”蓬莱大队宣传组长。1938年，蓬莱县委发动抗日武装起义，成立山东省人民抗日救国军第三军第二路，任该部政治处长。不久调任山东省人民抗日救国军第三军第四路政治特派员，后编入八路军山东抗日游击第五支队（胶东军区），任交际处长。1940年任胶东区党委海外工作部部长。1944年，任胶东军区党委情报部科长。
抗日战争后，1945年9月25日任新金县民主政府县长。1945年11月8日，大连市政府成立后，任副市长、中共旅大地委常委委员。1947年4月任关东公署经济设计委员会主任。1948年底任东北人民政府工业部企业局水泥公司经理。
1950年4月，任东北人民政府工业部建筑材料企业管理局局长。1952年任东北重工业部建材管理局局长。1956年任国家建筑材料工业部副部长，1958年后任中华人民共和国建筑工程部副部长。文化大革命期间重病入院。1978年4月4日去世，享年72岁。